# Petaloptera zendala
Petaloptera zendala är en insektsart som beskrevs av Henri Saussure 1859. Petaloptera zendala ingår i släktet Petaloptera och familjen vårtbitare. Inga underarter finns listade i Catalogue of Life.